# 三宅和夫
三宅 和夫（みやけ かずお、1927年1月3日 - 2014年10月13日）は、日本の心理学者。北海道大学名誉教授。

## 概要
東京府生まれ。1952年東京大学文学部心理学科卒業。1953年北海道大学教育学部助手、1955年講師、1962年助教授、1970年教授、1990年定年退官、名誉教授、川村学園女子大学教授。1992年放送大学教授。1996年北海道医療大学教授。幼児心理学・発達心理学。1999年日本教育心理学会名誉会員。

## 著書
- 『児童発達心理学』川島書店 1968年
- 『幼児心理学』共立出版 1976年 (現代心理学叢書
- 『子どもの個性 生後2年間を中心に』東京大学出版会 1990年9月 (シリーズ人間の発達

## 共編著
- 『児童心理学』宮本実共編 川島書店 1967年
- 『青年心理学』岡路市郎共編 川島書店 1969年
- 『心理学 5 発達』岡本夏木共編 1976年12月 (有斐閣双書)
- 『乳幼児の発達と精神衛生 子どもの成長を促進するために』諏訪望共編著 川島書店 1976年7月
- 『乳幼児発達心理学』医歯薬出版 1984年1月
- 『乳幼児保育心理学』福村出版 1989年12月 (乳幼児学叢書
- 『児童の心理と教育』田島信元共著 放送大学 1991年2月
- 『乳幼児の人格形成と母子関係』東京大学出版会 1991年3月
- 『乳幼児の人格形成と家族関係』放送大学 1993年3月
- 『子どもの発達と社会・文化』放送大学 1995年3月
- 『乳幼児心理学』内田伸子共著 放送大学 1997年3月
- 『発達心理学』小嶋秀夫共編著 放送大学 1998年3月
- 『「個の理解」をめざす発達研究』陳省仁,氏家達夫共著 有斐閣 2004年12月
- 『子どもの人間学』和田修二共著 メンタルケア協会 2004年9月 (メンタルケア選書 ; 3)
- 『縦断研究の挑戦 発達を理解するために』高橋惠子共編著 金子書房 2009年2月

## 翻訳
- 『 発達心理学 児童の発達とパーソナリティ第1-2』マッセン,コンガー,ケイガン 誠信書房 1968年-1969年

## 論文
- 「児童小集団の構造の変容-集団力学的一研究」 『教育学研究』 第21巻 6号 1954
- 奥川わか子と共著 「幼児の社会的行動の発達に及ぼす成人 (教師) の交渉の影響について」 『教育心理学研究』 第3巻 2号 1955
- 生富寛と共著 「児童小集団の構造を変容させる方法についての実験的研究」 『教育心理学研究』 第3巻 2号 1955
- 「学級における児童の地位と学習場面での反応について」 『教育社会学研究』 第11巻 1957
- 城戸幡太郎と共著 「各教科教育法の教育心理学的研究 IIV. 社会科教育における学業不振児の問題」 『教育心理学研究』 第6巻 4号 1959
- 東正と共著 「幼稚園児の WISC の成績における性差の研究」 『教育心理学年報』 第2集 1962
- 「児童発達研究をめぐる諸問題」 『北海道大学教育学部紀要』 第13号 1967
- 「知能指数の変動と行動特性との関係-縦断的資料の分析」 『北海道大学教育学部紀要』 第15号 1968
- 「乳幼児発達研究の探究 (1)」 『北海道大学教育学部紀要』 第20号 1972
- 「発達研究に関するノート-城戸先生との出会いとかかわらせて」 (同前) 1972
- 「発達心理学の歴史と方法」 藤永保編 『児童心理学』 有斐閣 1973
- 「概観」 『児童心理学の進歩』 第12巻 金子書房 1973
- 「乳幼児発達研究の探究 (2)-評定法による特性把握と相互作用過程分析」 『北海道大学教育学部紀要』 第23号 1974
- 「親子関係を中心として見た社会化研究の20年」第20回日本教育心理学会総会「歴史と展望」刊行委員会編 『教育心理学シンポジウム-歴史と展望 1959 - 1978』 川島書店 1980
- 「自由遊び場面における母子相互交渉と幼児の知的発達についての日米比較研究」 『北海道大学教育学部紀要』 第37号 1980
- 陳省仁と共著 「乳幼児発達研究の新しい動向 (1)(2)」 『児童心理』 第35巻 10号 - 11号 1980
- 「乳幼児発達研究について」 『日本の心理学』 日本文化科学社 1982
- 「発達の普遍性と可変性」 『講座現代の心理学 2. 人間の成長』 小学館 1982
- "Infant's temperamental disposition, mother's mode of interaction, quality of attachment and infant's receptivity to socialization", Annual Report 1981 - 82 Research & Clinical Center for Child Development, Hokkaido University, 5, 1983
- "Infant temperament, mother's mode of interaction, and attachiment in Japan", Monographs of the Society for Research in Child Development, Vol. 50, No. 1 - 2, 1985
- "Issues in socio-emotional development", In Child Development and Education in Japan, Freeman. San Francisco, USA, 1986
- 「概観」 『児童心理学の進歩』 第30巻 金子書房 1991
- 「乳幼児の発達における情動の役割」 『乳幼児医学・心理学研究』 第2巻 1号 1993
- 「気質、母子相互作用と初期の情動発達」 『感情心理学研究』 第1巻 1号 1993
- "Self-conscious emotions, child rearing, and child psychopathology in Japanese culture", (In) J. Tangney, & K. FIscher (eds.), Self-Conscious Emotion: The Psychology of Shaman, Guilt, Embarrasment, and Pride, Guilford Publications, USA, 1995